# یوشیاکی آرای
یوشیاکی آرای (ژاپنی: 新井 栄聡؛ زادهٔ ۲۷ سپتامبر ۱۹۹۵) یک بازیکن فوتبال اهل ژاپن است.
از باشگاه‌هایی که در آن بازی کرده‌است می‌توان به باشگاه فوتبال شیمیزو اس-پالس، باشگاه فوتبال زویگن کانازاوا و باشگاه فوتبال بلاوبلیتز آکیتا اشاره کرد.